# Suzanne Somers

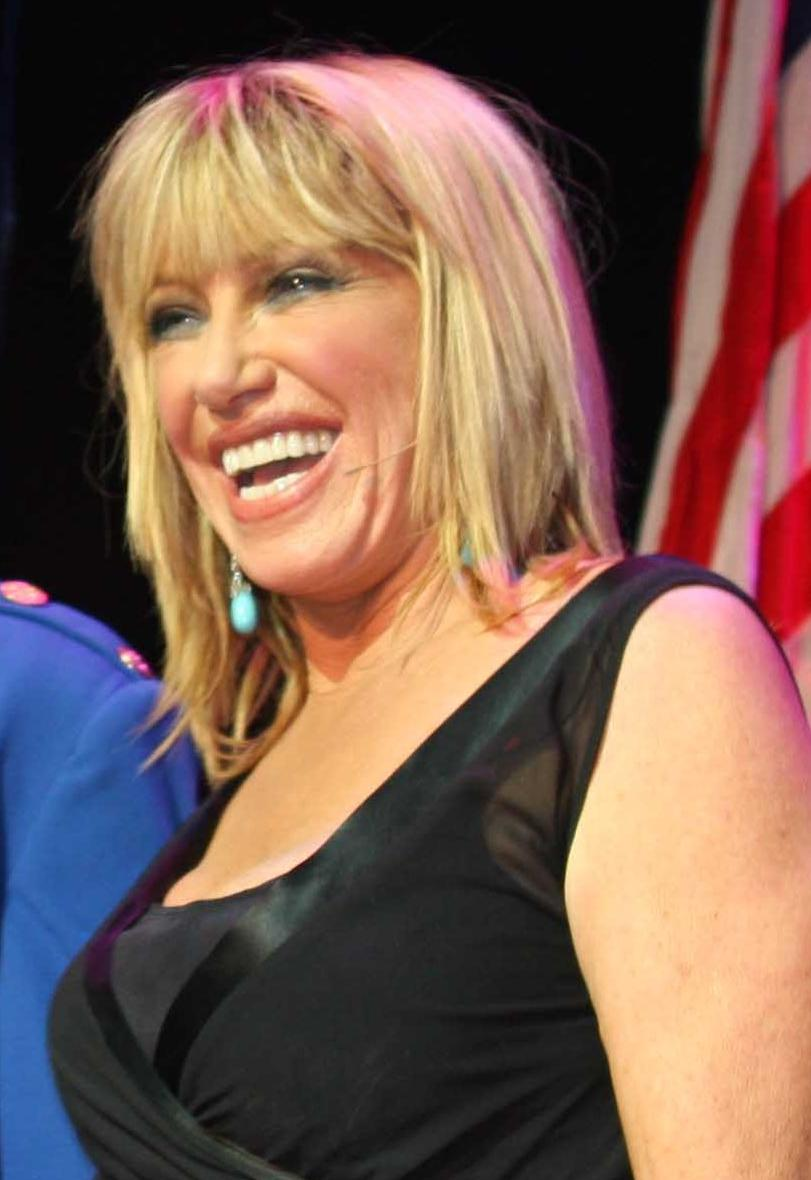
Suzanne Somers 2005.

Suzanne Somers, ursprungligen Suzanne Marie Mahoney, född 16 oktober 1946 i San Bruno, Kalifornien, död 15 oktober 2023 i Palm Springs, Kalifornien, var en amerikansk skådespelerska.
Somers medverkade i ett flertal TV-roller, bland annat som Chrissy Show i Three's Company. Mest känd är hon kanske för rollen som Carol Lambert i komediserien Lugn i stormen (Step By Step).

## Filmografi i urval
- 1968 – Bullitt (ej krediterad)
- 1973 – Sista natten med gänget
- 1973 – Magnum Force (ej krediterad)
- 1973 – Starsky och Hutch (TV-serie)
- 1977 – Kärlek ombord (TV-serie)
- 1977–1981 – Three's Company (TV-serie) (100 avsnitt)
- 1979 – Yesterday's Hero
- 1980 – Strängt personligt
- 1985 – Hollywood Wives (TV-serie)
- 1991–1998 – Lugn i stormen (TV-serie) (160 avsnitt)
- 1994 – Huset fullt (TV-serie)
- 1994 – Serial Mom
- 1996 – Den galna professorn (ej krediterad)
- 2001 – Skojar du, eller? (ej krediterad)